# Missouri Valley Football Conference

Ausdehnung der Missouri Valley Football Conference

Die Missouri Valley Football Conference ist eine aus zehn Universitäten bestehende Liga für College Football. Die Teams spielen in der NCAA Football Championship Subdivision (ehemals Division I-AA). Der Hauptsitz befindet sich in St. Louis im Bundesstaat Missouri.

## Geschichte
Die Liga wurde 1985 gegründet, als die Missouri Valley Conference aufhörte, eine Football-Meisterschaft zu organisieren. Die bisherige Liga war gemischt mit Teilnehmern der Division I-A und Division I-AA. Die bisherigen Teilnehmer der Division I-AA, Illinois State, Indiana State und Southern Illinois schlossen sich Eastern Illinois, Northern Iowa, Southwest Missouri State und Western Illinois an und bildeten neu die Association of Mid-Continent Universities, die heutige Summit League, für alle Sportarten, abgesehen von Football. Ihre Football-Abteilungen traten der Gateway Collegiate Athletic Conference bei, die bisher eine reine Frauenliga war.
1992, als sich die Gateway Collegiate Athletic Conference der MVC anschloss, blieb die Footballliga eigenständig, änderte ihren Namen nun zu Gateway Football Conference. Nach mehreren Mitgliederwechseln wurde 2008 schließlich der heutige Name Missouri Valley Football Conference angenommen. Zuletzt wurde am 4. November 2010 die University of South Dakota als 10. Mitglied eingeladen, der Liga beizutreten. Sie werden in der Saison 2012 erstmals teilnehmen.
Im Mai 2025 kündigte die MVFC eine neue Organisationsstruktur an, die die langjährigen inoffiziellen Verbindungen zwischen die MVFC und der Missouri Valley Conference formalisierte. Die neue Struktur schafft auch eine formelle Beziehung zwischen der MVFC und der Summit League. Gemäß der neuen Struktur, die am 1. Juli 2025 in Kraft tritt, werden die beiden höchsten Positionen in der MVFC von den Kommissaren der MVC und der Summit League besetzt.

## Mitglieder

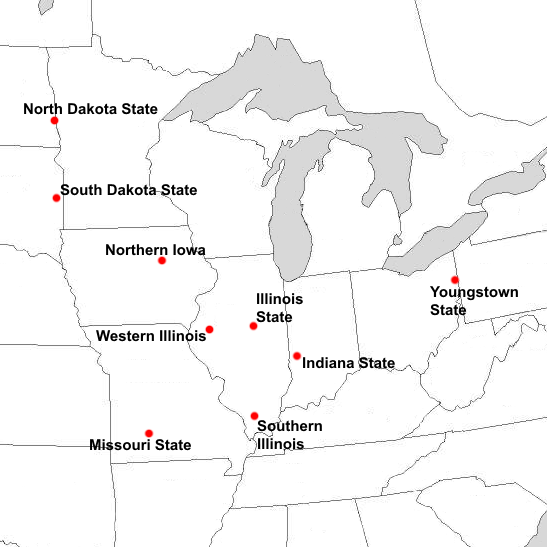
Lage der Vollmitglieder

| Universität                   | Ort                       | gegründet | Trägerschaft | Studenten | Beitritt | Teamname       | Hauptliga                  |
| ----------------------------- | ------------------------- | --------- | ------------ | --------- | -------- | -------------- | -------------------------- |
| Illinois State University     | Normal, Illinois          | 1857      | staatlich    | 20.762    | 1985     | Redbirds       | Missouri Valley Conference |
| Indiana State University      | Terre Haute, Indiana      | 1865      | staatlich    | 11.120    | 1986     | Sycamores      | Missouri Valley Conference |
| Murray State University       | Murray, Kentucky          | 1922      | staatlich    | 9.427     | 2023     | Racers         | Missouri Valley Conference |
| University of North Dakota    | Grand Forks, North Dakota | 1883      | staatlich    | 14.906    | 2020     | Fighting Hawks | The Summit League          |
| North Dakota State University | Fargo, North Dakota       | 1890      | staatlich    | 14.189    | 2008     | Bison          | The Summit League          |
| University of Northern Iowa   | Cedar Falls, Iowa         | 1876      | staatlich    | 13.201    | 1985     | Panthers       | Missouri Valley Conference |
| University of South Dakota    | Vermillion, South Dakota  | 1882      | staatlich    | 10.151    | 2012*    | Coyotes        | The Summit League          |
| South Dakota State University | Brookings, South Dakota   | 1881      | staatlich    | 12.816    | 2008     | Jackrabbits    | The Summit League          |
| Southern Illinois University  | Carbondale, Illinois      | 1869      | staatlich    | 19.800    | 1985     | Salukis        | Missouri Valley Conference |
| Youngstown State University   | Youngstown, Ohio          | 1908      | staatlich    | 12.585    | 1997     | Penguins       | Horizon League             |

### Ehemalige Mitglieder
Da Football ein Herbstsport ist, ist das Jahr, in dem die Konferenz beendet wird, das Kalenderjahr nach der letzten Wettkampfsaison.
| Universität                 | Ort                     | gegründet | Trägerschaft | Beitritt | Abfahrt | Teamname     | Hauptliga während der MVFC-Amtszeit                        | Aktuelle Hauptliga     |
| --------------------------- | ----------------------- | --------- | ------------ | -------- | ------- | ------------ | ---------------------------------------------------------- | ---------------------- |
| Eastern Illinois University | Charleston, Illinois    | 1895      | staatlich    | 1985     | 1995    | Panthers     | Summit League                                              | Ohio Valley Conference |
| Missouri State University   | Springfield, Missouri   | 1905      | staatlich    | 1985     | 2025    | Bears        | Missouri Valley Conference                                 | Conference USA         |
| Western Illinois University | Macomb, Illinois        | 1899      | staatlich    | 1985     | 2024    | Leathernecks | Summit League (1985–2023) Ohio Valley Conference (2023–24) | Ohio Valley Conference |
| Western Kentucky University | Bowling Green, Kentucky | 1906      | staatlich    | 2001     | 2007    | Hilltoppers  | Ohio Valley Conference                                     | Conference USA         |

## Spielstätten der Conference

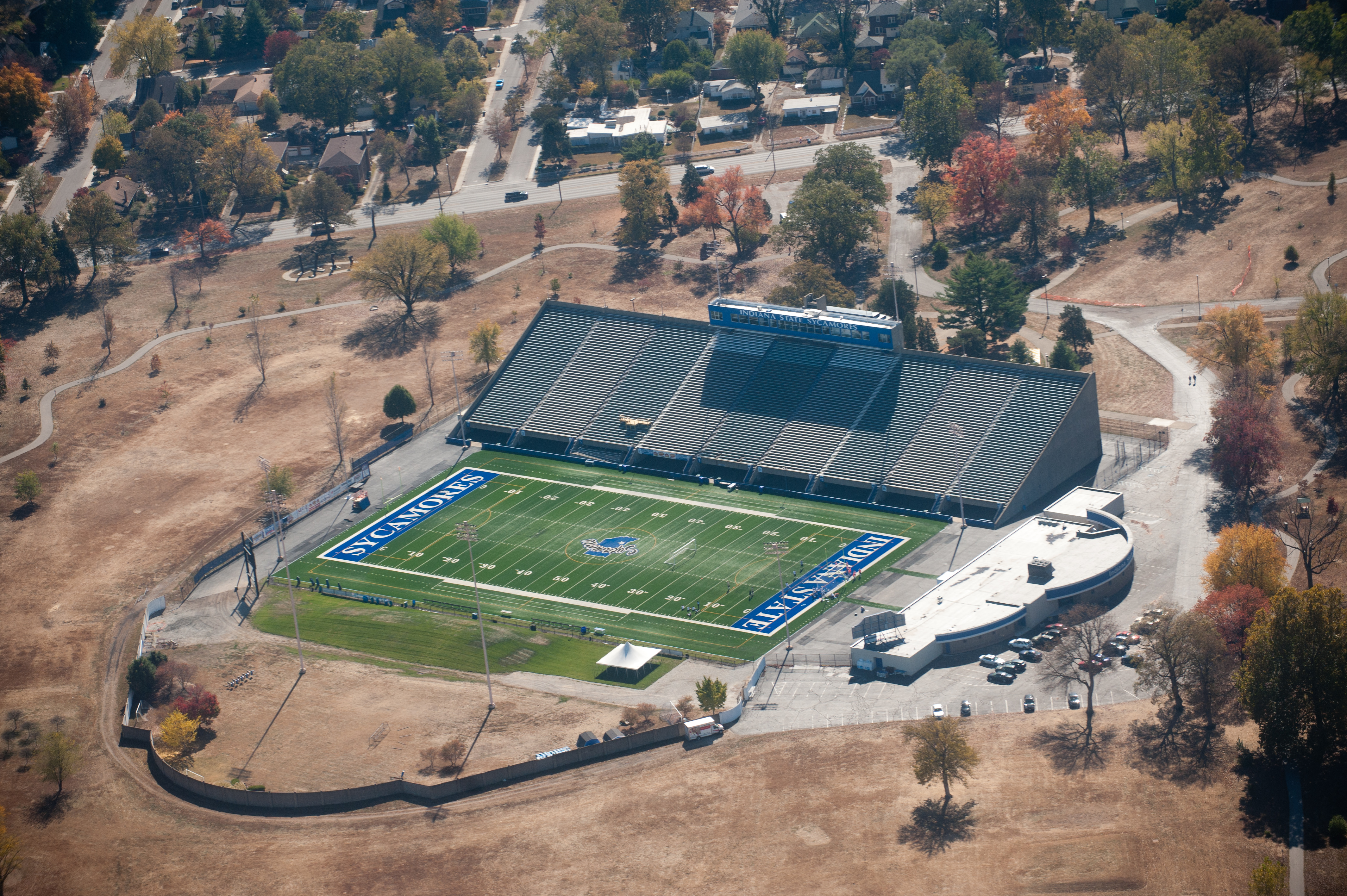
Indiana State Memorial Stadium

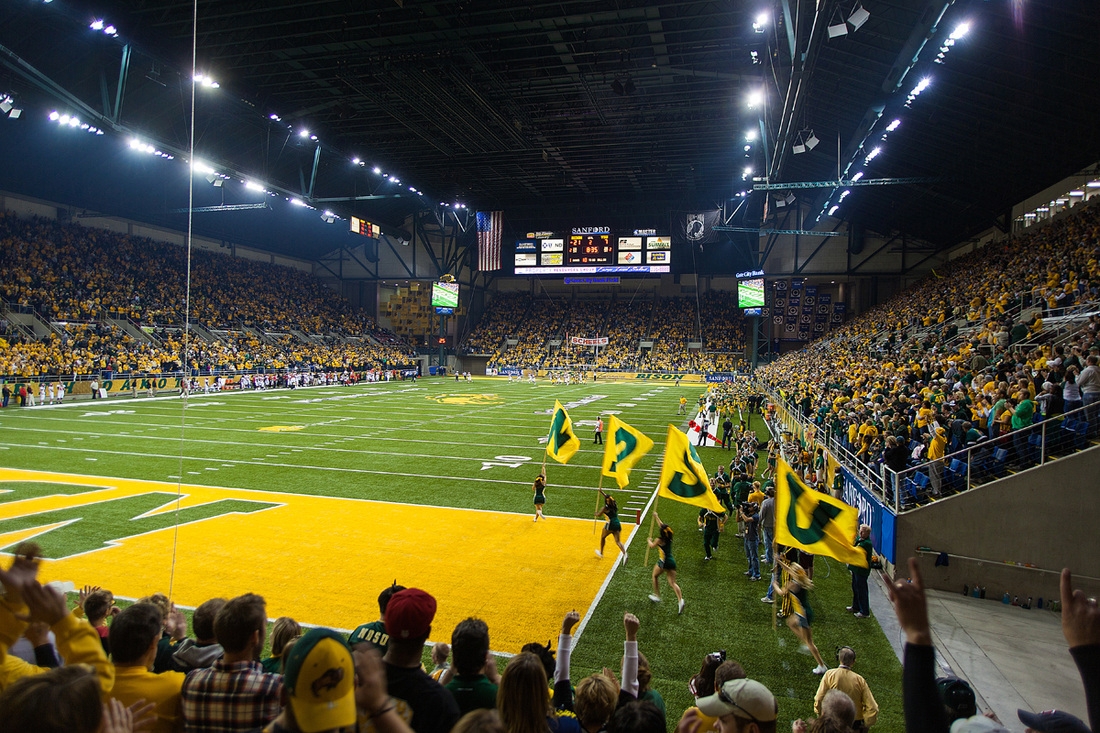
Fargodome (North Dakota State)

| Universität        | Footballstadion          | Kapazität |
| ------------------ | ------------------------ | --------- |
| Illinois State     | Hancock Stadium          | 15.000    |
| Indiana State      | Memorial Stadium         | 12.764    |
| Murray State       | Roy Stewart Stadium      | 16.800    |
| North Dakota       | Alerus Center            | 12.283    |
| North Dakota State | Fargodome                | 19.500    |
| Northern Iowa      | UNI-Dome                 | 17.000    |
| South Dakota       | DakotaDome               | 10.000    |
| South Dakota State | Dana J. Dykhouse Stadium | 19.340    |
| Southern Illinois  | Saluki Stadium           | 15.276    |
| Youngstown State   | Stambaugh Stadium        | 20.630    |